# Punta Fliess
Punta Fliess är en udde i Antarktis. Den ligger i Sydshetlandsöarna. Argentina, Chile och Storbritannien gör anspråk på området.
Terrängen inåt land är kuperad österut, men söderut är den platt. Havet är nära Fliess åt nordost. Trakten är glest befolkad. Närmaste befolkade plats är Maldonado Station, 15,9 kilometer norr om Fliess. 